# Roy Cochran
LeRoy Braxton ("Roy") Cochran (6. ledna 1919 Richton, Mississippi – 26. září 1981 Gig Harbor, Washington) byl americký atlet, sprinter, dvojnásobný olympijský vítěz.

## Život
Pocházel ze sportovní rodiny, jeho bratr Commodore se stal v roce 1924 olympijským vítězem ve štafetě na 4 × 400 metrů a později byl trenérem Roye. Studoval na Indiana University v Bloomingtonu, v roce 1939 se stal mistrem USA v běhu na 400 metrů překážek. V roce 1942 vytvořil světové rekordy v běhu na 440 yardů překážek a také halové světové rekordy na 400 metrů a 440 yardů.
Od roku 1942 sloužil u námořnictva v Tichém oceánu. Po skončení vojenské služby v roce 1946 začal opět sportovat. Získal třetí místo na mistrovství USA v běhu na 400 metrů (v osobním rekordu 46,7), v roce 1947 skončil na šampionátu USA druhý na 400 metrů překážek. O rok později se stal v této disciplíně mistrem USA podruhé.
Na olympiádě v roce 1948 v Londýně získal olympijské zlato v běhu na 400 metrů překážek, když vytvořil olympijský rekord 51,1. Druhé olympijské zlato vybojoval jako člen štafety USA na 4 × 400 metrů (členové štafety byli kromě něj Arthur Harnden, Clifford Bourland a Mal Whitfield).